# Касіглук (Аляска)
Касіглук (англ. Kasigluk) — переписна місцевість (CDP) в США, в окрузі Бетел штату Аляска. Населення — 623 особи (2020).

## Географія
Касіглук розташований за координатами 60°51′51″ пн. ш. 162°32′16″ зх. д. / 60.86417° пн. ш. 162.53778° зх. д. (60.864056, -162.537863).  За даними Бюро перепису населення США в 2010 році переписна місцевість мала площу 33,99 км², з яких 31,29 км² — суходіл та 2,70 км² — водойми.

## Демографія
Згідно з переписом 2010 року, у переписній місцевості мешкало 569 осіб у 113 домогосподарствах у складі 98 родин. Густота населення становила 17 осіб/км².  Було 121 помешкання (4/км²).
Расовий склад населення:
| - 94,7 % — корінних американців - 3,3 % — білих |

До двох чи більше рас належало 1,9 %. Частка іспаномовних становила 0,2 % від усіх жителів.
За віковим діапазоном населення розподілялося таким чином: 43,1 % — особи молодші 18 років, 50,2 % — особи у віці 18—64 років, 6,7 % — особи у віці 65 років та старші. Медіана віку мешканця становила 21,8 року. На 100 осіб жіночої статі у переписній місцевості припадало 113,1 чоловіків;  на 100 жінок у віці від 18 років та старших — 109,0 чоловіків також старших 18 років.
Середній дохід на одне домашнє господарство  становив 44 111 долар США (медіана — 43 750), а середній дохід на одну сім'ю — 44 603 долари (медіана — 45 625). Медіана доходів становила 15 417 доларів для чоловіків та 23 750 доларів для жінок. За межею бідності перебувало 35,8 % осіб, у тому числі 34,7 % дітей у віці до 18 років та 38,5 % осіб у віці 65 років та старших.
Цивільне працевлаштоване населення становило 142 особи. Основні галузі зайнятості: освіта, охорона здоров'я та соціальна допомога — 31,7 %, публічна адміністрація — 27,5 %, роздрібна торгівля — 15,5 %, транспорт — 5,6 %.